# Arthur Rudolph
Arthur Louis Hugo Rudolph (ur. 6 listopada 1906 w Stepfershausen, zm. 1996 w Hamburgu) – niemiecko-amerykański inżynier rakietowy.

## Życiorys
Pochodził z Turyngii. Około 1930 poznał Wernhera von Brauna, z którym rozpoczął współpracę w zakresie rozwoju rakiet. W okresie III Rzeszy był nazistą. Zajmował się wówczas pracą nad V-2, rakietowym pociskiem balistycznym. Pracował w ośrodku doświadczalnym Peenemünde (na wyspie Uznam, na Pomorzu), dokąd z braku siły roboczej zaczął sprowadzać do pracy więźniów niemieckich obozów koncentracyjnych. W czasie II wojny światowej, w sierpniu 1943 ośrodek doświadczalny w Peenemünde został zbombardowany przez RAF Bomber Command; Rudolph z rodziną ocaleli. Po nalocie ośrodek rakietowy został przeniesiony i ukryty pod ziemią jako Mittelwerk (koło Nordhausen, w środkowych Niemczech), gdzie Rudolph kontynuował pracę, bezlitośnie wykorzystując do niewolniczej pracy więźniów z obozu Mittelbau-Dora.
Po II wojnie światowej, w ramach operacji Paperclip, został potajemnie sprowadzony przez Amerykanów do Stanów Zjednoczonych, by pracować nad rakietami dla United States Army i NASA. Jego nazistowska przeszłość była zatajana. W 1954 otrzymał amerykańskie obywatelstwo.
W 1983, w wyniku ujawnienia jego postępowania z więźniami w czasie II wojny światowej, stał się persona non grata i zgodził się na opuszczenie Stanów Zjednoczonych oraz zrzeczenie się amerykańskiego obywatelstwa, w zamian za nieprocedowanie sprawy. W 1984 wyjechał z żoną do Niemiec Zachodnich i osiedlił się w Hamburgu, gdzie zmarł w 1996.
Został odznaczony m.in. Medalem NASA za Wybitną Służbę, najwyższym odznaczeniem przyznawanym przez NASA.